# 貝爾氏麻痹症
贝尔氏麻痹症（英語：Bell's palsy）是面部瘫痪之一种，以苏格兰医生查尔斯·贝尔的名字命名，由颅神经VII（面神经）的功能障碍引起，导致无力控制受影响一侧的面部肌肉。通常受影响一侧眼睛不能闭合。眼睛必须防止干燥，否则角膜可能永久损坏导致视力受损。有些个案假牙配戴者感到不适。这种病症的常见表现是，往往一夜之间，迅速发作造成部分或完全麻痹。在罕见情况下（小于1%），它可造成双侧面部神经瘫痪的发生。
贝尔氏麻痹症被定义为一种原因不明的单侧面神经麻痹。还有几个病症也可引起面神经麻痹，例如脑肿瘤、中风、重症肌无力、莱姆病；然而若无特定原因可被识别，这种病症即称为贝尔氏麻痹症。它被认为是一种炎症性疾病导致的面神经肿胀。面神经由耳朵下方一个狭窄的骨腔穿过颅骨。在狭窄的骨腔里神经肿胀和被压迫，据认为会导致神经抑制、损伤或死亡。
这种疾病通常会自己痊愈，大多数人恢复正常或接近正常功能。在早期治疗时，皮质类固醇已被发现有改善作用，使用抗病毒药物却没有效果。即使没有治疗，在发作10天后病情也会有改善的迹象。
贝尔氏麻痹症是单侧面部神经最常见的急性疾病，也是急性面神经麻痹最常见的原因（大于80%）。苏格兰解剖学家和爱丁堡研究生查尔斯·贝尔（1774—1842）首先描述了这种疾病，因此它被命名为贝尔氏麻痹症。这种病在成年人中比儿童中更常见。

## 体征和症状

面神经：面神经核在脑干（它们在图中表示为“θ”）。橙色：来自大脑左半球的神经。黄色：来自大脑右半球的神经。注意前额的肌肉接收来自大脑的两个半球支配（黄色和橙色表示）。

贝尔氏麻痹症的特点是一侧面部下垂，这种体征出现在72小时内。
面部神经对于如眨眼、闭眼、微笑、皱眉、流泪、流涎、张开鼻孔和抬高眉毛，有一些控制作用。它们还支配中耳的镫骨肌肉（镫骨），从舌头的前面三分之二品尝味道。因为支配镫骨肌和鼓索神经（味觉）的神经都是面神经的分支，贝尔氏麻痹症患者可能会出现对声音过敏或舌头的前三分之二失去味觉。前额的肌肉通常会受影响。
虽然定义为一种单神经炎（只涉及一个神经），已诊断患贝尔氏麻痹症的人可能会有“多种神经系统症状”，包括“面部发麻，中度或严重头痛、颈痛，记忆问题，平衡问题，患侧肢体感觉异常，患侧肢体无力，以及某种笨拙感”，那些都是“由面神经功能障碍引起的无法解释的症状”。

## 病因
有些病毒被认为造成永久性（或潜在的）感染而又没有症状，例如，水痘-带状疱疹病毒和爱泼斯坦-巴尔病毒，它们都属于疱疹病毒家族。激活现有的（休眠）病毒造成的感染已被认为是急性贝尔氏麻痹症的一个原因。研究表明，这种新激活可能由创伤、环境因素、代谢或情绪障碍作为先导，从而表明许多不同的条件可能触发激活病毒。

### 鉴别诊断
一旦面瘫出现，许多人会误以为是中风症状。但两者有些微妙的差异。中风常会引起一些附加症状，如四肢麻木或无力。不像贝尔氏麻痹症，中风通常僅影響患者控制他们脸的下部。中风的人通常（能够抬高眉毛）在额头上显现一些皱纹。
有一种疾病，可能很难在鉴别诊断中排除面神经感染是否由带状疱疹病毒所致。在这种状况下，主要的差异是外耳有小水泡或囊泡，存在听力障碍，但这些症状可能未被发现（无疹性带状疱疹）。激活已有的带状疱疹感染所导致的面瘫，在贝尔氏麻痹症类型模式中被称为拉姆齐-亨特-综合征2型。
莱姆病可能造成面瘫。有时候，面瘫发生与典型的游走性红斑发作同时；有时发生稍晚。在莱姆病多发地区，它可能占面瘫原因半数。

## 病理生理学

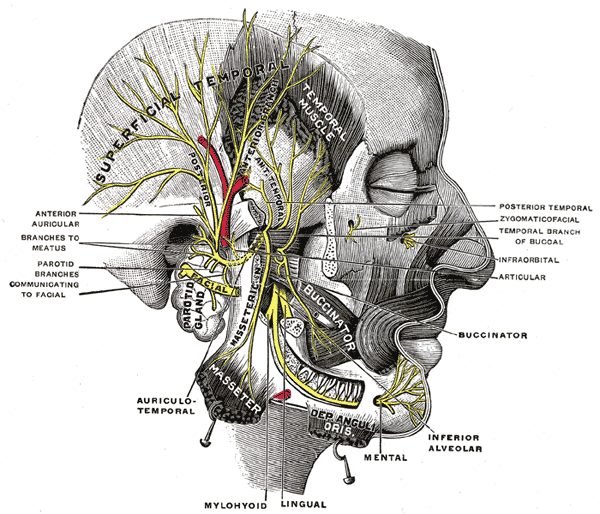
面部解剖图。

贝尔氏麻痹症的发生，是由于一个控制脸部肌肉的面神经（Ⅶ脑神经）出了故障。面部麻痹以无法控制面部肌肉运动为特点。瘫痪的是核下的／较低级的运动神经元型（the infranuclear/lower motor neuron type）。
这是由于面神经发炎，压迫出入于颅骨骨质椎管的神经，阻断神经信号的传输或损伤神经所致。由于可发现的某种潜在病因而患上面部麻痹的病人，不被认为患有贝尔氏麻痹症。这些可能的病因包括肿瘤、脑膜炎、脑卒中、糖尿病、头部外伤和脑神经的炎症性疾病（结节病、布氏杆菌病等）。在这些情况下，神经系统的调查结果很少局限于面神经。婴儿可以出生时就面部麻痹。在少数情况下，双侧面瘫与急性HIV感染有关。
在一些研究中，大多数诊断为贝尔氏麻痹症的病例已辨认出单纯疱疹病毒1型（HSV-1）。这让人寄望于抗炎和抗病毒的药物治疗（强的松、阿昔洛韦）。然而在其他研究中，176例临床诊断为贝尔氏麻痹症病人中确定HSV-1仅31例（18％），带状疱疹（无疹性带状疱疹）45例（26％）。感染单纯疱疹病毒应在确诊贝尔氏麻痹症时有至关重要作用，因此仍然是一个假说，需要进一步研究。
此外，单纯疱疹病毒1型（HSV-1）感染与脱髓鞘神经相关。这种神经损伤机制不同于上述机制——水肿、在狭窄的骨管里膨胀、受挤压造成了神经损伤。脱髓鞘可能不是由病毒直接引起的，而是一种未知的免疫系统反应。

## 诊断
贝尔氏麻痹症是一个排除性诊断，意即通过排除其他合理的可能性来做诊断。按字义解释，就是没有明显原因被确定。没有常规的实验室和影像学检查作出诊断。可以使用House-Brackmann评分评估神经损伤的程度。
一项研究发现45%的患者都没有请教专科医生，这个研究建议，将贝尔氏麻痹症交给医生做简单诊断，更便于管理。
其他可引起类似症状的疾病包括：带状疱疹、莱姆病、结节病、中风、脑肿瘤。

## 治疗
类固醇激素已被证明能有效地改善贝尔氏麻痹症，抗病毒药物则没有此效。对于那些无法闭上自己眼睛的患者，眼睛的保护措施是必需的。

### 类固醇
糖皮质激素如强的松能在6个月内显著改善症状，因此建议使用。早期治疗（发病后3天之内）对病人最有益，恢复概率增加14%。

### 抗病毒药物
相比于单独使用类固醇，抗病毒药物（如阿昔洛韦）对改善贝尔氏麻痹症无效。由于贝尔氏麻痹症与单纯疱疹和水痘-带状疱疹病毒之间的理论关系，抗病毒药物为常规处方。它们可能有益于小于7%的病人，这种可能性还无法排除。

### 物理治療
物理治療有益于贝尔氏麻痹症部分患者，可帮助受影响的面部肌肉保持健康状态，刺激面神经。优先实施肌肉再训练和软组织技术是非常重要的，它帮助患者恢复，防止瘫痪的面部肌肉出现永久性挛缩。热用于面部患侧，可减少疼痛。没有高质量的证据支持电刺激对于贝尔氏麻痹症的作用。

### 手术
手术可以改善未痊愈的面部神经麻痹症状。存在许多不同的技术。微笑手术，或微笑重建是一种外科手术程序，可以恢复面神经麻痹患者的微笑。早手术有益还是有害，并不清楚。其负作用包括听力损失，发生在3－15%的人。如2007美国神经医学会不建议手术减压。

### 替代医学
针灸的效果仍然未知，因为现有的研究都质量较低（初级研究设计差，或实践报告不足）。

## 预后
3周内，即使未接受治疗，大多数贝尔氏麻痹症患者的正常面部功能开始恢复。1982年某项研究显示，并无有效治疗的1011例，85%的患者在发病后3周内出现复苏的第一迹象。对于剩余的15%，恢复出现在3—6个月后。随访至少一年或直至患者复原，发现超过三分之二的患者（71%）完全恢复了。被评估为半恢复的患者占12%，恢复差的占4％。另一项研究发现，几乎总是在患病一个月中，不完全麻痹彻底消失。恢复运动最初两周内，患者几乎都完全康复了。直到第三周或更迟尚未缓和的患者，大部分出现明显的后遗症。第三个研究发现年龄10岁以下的年轻患者预后较好，超过61岁的患者预后较差。
此症的主要并发症是慢性失味（味觉丧失）、慢性面部痉挛、面部疼痛和角膜感染。为了防止后者，在睡眠和休息的时间眼睛应加以保护，被覆盖，或束带使之闭合，并且使用可推荐的泪状眼药水或眼药膏，对于面部完全麻痹的病例尤应如此。在眼睛无法完全闭合时，瞬目反射也受到影响，必须注意保护眼睛免受伤害。
另一个并发症发生于受损害的面神经不完全或错误的恢复的病例中。神经可视为一束伸向各处、较小而单个的神经连接。神经再生过程中，一般都能追踪原来的路径到达正确的目标，但有些神经可能转移目标，导致一种被称为联带运动的症状。例如，控制眼部肌肉的神经再生时可能转移目标，再生连接上控制嘴部的肌肉。这样，其中一个运动就影响到另一个。例如，患者闭眼时，嘴角不由自主地抬起。
约9%的贝尔氏麻痹症患者有后遗症，典型的如已经讨论的联带运动，或抽搐、挛缩、面部运动时出现耳鸣和/或听力损失、鳄鱼泪综合征。这也被称为味觉泪腺反射（gustatolacrimal reflex）或鳄鱼泪综合征，意指患者吃东西时流泪。这被认为是由于面神经的错误再生所致，一个神经分支控制泪腺和唾液腺。也可能出现尝味排汗现象。

## 流行病学
贝尔氏麻痹症的年发病率约为10万分之20，发病率随年龄增加。在美国，贝尔氏麻痹症每年影响约40000人。65人中大约有1人在一生中会受到它的影响。家族遗传已在4～14%的病患中发现。贝尔氏麻痹症攻击孕妇三倍于非孕妇。糖尿病患者被认为比一般人群发病的可能性高出四倍。
一些文献报道的年发病率为：15，24，和25–53（每年每10万人口中的病患人数）。贝尔氏麻痹症不是值得报告的疾病，也没有对确诊对的患者建立登记制度，那只会使非常明确的评估复杂化。

## 历史
波斯医生拉齐（Rhazes，865–925）已知第一次详细描述了外周和中枢性面瘫。
荷兰海牙的科内利斯·斯塔尔帕特·凡·德·维尔（Cornelis Stalpart van der Wiel，1620–1702）在1683年对贝尔氏麻痹症做出一份报告，并被记入《阿维森纳医典》，早于贝尔描述了这种病症。苏格兰医生詹姆士·道格拉斯（James Douglas，1675–1742）以及德国人尼古拉斯·安东·弗里德里奇（Nicolaus Anton Friedreich，1761–1836）也描述了它。
查尔斯·贝尔爵士（Sir Charles Bell），贝尔氏麻痹症因他命名，1829年在伦敦皇家学会出示了三个病例。两例是原发性的，第三例是腮腺肿瘤引起的。